# 北海道鉄道文化保存会
北海道鉄道文化保存会（ほっかいどうてつどうぶんかほぞんかい）は、北海道内に保存されている蒸気機関車等の鉄道車両200両超の保存修復を目指す特定非営利活動法人である。
現在は、北海道鉄道発祥の地（旧手宮駅）にある小樽市総合博物館内の車両の整備を進めている。
最終的に本州で保存されている弁慶号・義経号（国鉄7100形蒸気機関車）の里帰り保存を目指している。

## 沿革
- 2008年（平成20年）7月14日 - 特定非営利活動法人北海道鉄道文化保存会として設立。

## 修復を実施した車両
- ED75 501号電気機関車（車外修復実施済）
- ED76 509号電気機関車（車外修復及び車内復元実施済）
- キハ82 1号気動車（車外修復実施済）

## 現在修復を実施中の車両
- ED76形後方に連結の上で保存されている客車群
- キハユニ25 1の車両塗装、床面修復 他